# Валенчук, Олег Дорианович
Олег Дорианович Валенчук (род. 14 сентября 1960, Киров) — российский предприниматель, политический и государственный деятель депутат Государственной думы Федерального Собрания Российской Федерации V, VI и VII созывов. Член фракции «Единая Россия», член Комитета по природным ресурсам, собственности и земельным отношениям.
Из-за вторжения России на Украину, находится под международными санкциями Евросоюза, США, Великобритании и ряда других стран

## Биография
Олег Дорианович Валенчук родился 14 сентября 1960 года в Кирове. Отец — Дориан Маркович Валенчук, работал преподавателем в музыкальной школе. Мать — Инна Сергеевна Пяткина, 34 года до пенсии работала инженером на Кировском заводе «Крин».
В 1981 году окончил Кировский государственный педагогический институт им. В. И. Ленина по специальности «Преподаватель труда». С 1981 по 1982 год работал преподавателем учебного пункта треста «Кировсельстрой».
С 1982 по 1992 год руководил одним из отделов отделов объединения «Общепит» в Кировской области.
С 1992 по 1997 год работал заместителем председателя Кировского отделения Бюро международного молодёжного туризма «Спутник», которое Валенчук впоследствии преобразовал в промышленно-строительное ОАО «Спутник», стал его совладельцем, в 2003—2007 годах занимал должность генерального директора компании, с 2003 года — президент ОАО «Спутник».
В 1997—2001 годах работал советником Михаила Михеева — председателя Кировской областной думы. С 2001 2003 год — входил в состав политического совета Кировского отделения партии «Единая Россия». В 2000 был одним из доверенных лиц кандидата в Президенты РФ Путина В. В. По итогам выборов был награждён грамотой Президента РФ.
В 2003 году окончил Российскую Академию Государственной службы при Президенте РФ.
На сайте Госдумы указана учёная степень кандидата юридических наук, при этом тема диссертации в статье газеты «Коммерсантъ» указана не была. Как указала «Новая газета» в январе 2016 года, его диссертация — фантом: степень указана на сайте Госдумы, но название диссертации неизвестно, ответ депутата на запрос газеты не получен.
Академик Академии проблем безопасности обороны и правопорядка, которая была ликвидирована 10 декабря 2008 года решением Верховного Суда Российской Федерации, оставленным в силе кассационной инстанцией 19 февраля 2009 года. Согласно решению суда, организация незаконно выдавала внешне похожие на государственные удостоверения профессора, члена-корреспондента и академика.
В 2003 году СМИ писали про Валенчука как кировского олигарха, владеющего двумя местными телеканалами, газетой и гастрономами. В 2003 году Валенчук, бывший тогда первым заместителем секретаря политсовета регионального отделения партии «Единая Россия», выдвинул свою кандидатуру на выборы губернатора Кировской области, в сентябре 2003 года был исключен из партии «Единая Россия» за нарушения устава — за самовольное выдвижение в губернаторы. В декабре 2003 года Валенчук проиграл выборы ставленнику «Единой России» Николаю Шаклеину, набравшему 63 % голосов избирателей.
В 2006 году баллотировался от Либерально-демократической партии России в Областное Законодательное собрание, по результатам распределения мандатов избран депутатом Законодательного собрания IV созыва. В течение исполнения депутатских полномочий входил во фракцию ЛДПР. В 2007—2008 году был собственником 95 % акций ООО «Молокозавод» (г. Киров).
В 2007 году во время выборов в Госдуму Валенчук фактически контролировал сразу две партии — «Справедливую Россию» и ЛДПР, а также оказывал большое влияние на «Единую Россию». Не без его подачи кировские эсэры под предводительством Игоря Касьянова (соратника Валенчука) отказались от участия в выборах. Попытки федерального лидера партии Сергея Миронова лично разрешить ситуацию успеха не имели. В дальнейшем новая региональная организация эсэров не имела отношения к Валенчуку.
В 2007 году Валенчук был восстановлен в «Единой России», был избран первым заместителем секретаря регионального отделения партии.
В 2007 году баллотировался в Госдуму по спискам партии «Единая Россия», по результатам распределения мандатов ибран депутатом Государственной думы РФ V созыва.
Валенчук дважды баллотировался на пост губернатора Кировской области и дважды проиграл выборы.
В октябре 2008 года полпред президента в Приволжском федеральном округе Григорий Рапота направил Дмитрию Медведеву список кандидатов на пост главы Кировской области, в который входили тогдашний губернатор Николай Шаклеин, депутат Госдумы Игорь Игошин, мэр Нижнего Новгорода Вадим Булавинов и Валенчук. В 2008 году Валенчук получил некий «сигнал из Москвы», что вопрос о его губернаторстве решен положительно, и рассылал приглашение на вечерний банкет по этому случаю. Неожиданное назначение Никиты Белых в декабре 2008 года он воспринял как личное оскорбление.
В декабре 2011 года повторно баллотировался в Госдуму от партии «Единая Россия», по итогам распределения мандатов избран депутатом Государственной Думы думы VI созыва.
В 2016 году вновь баллотировался в депутаты Госдумы РФ VII созыва, по итогам выборов избран депутатом Государственной Думы одномандатному избирательному округу № 106.

## Законотворческая деятельность
С 2007 по 2019 год, в течение исполнения полномочий депутата Государственной Думы V, VI и VII созывов, выступил соавтором 49 законодательных инициатив и поправок к проектам федеральных законов.

## Критика
В апреле 2013 года портал «Вятский наблюдатель» выпустил статью под названием «Сергей Мамаев и Олег Валенчук — самые неэффективные депутаты Госдумы от Кировской области». В частности в статье указывалось, что число выступлений в Государственной Думе Валенчука за два года составило шесть раз, а количество внесённых им законопроектов ограничивалась двумя законодательными инициативами.

## Санкции
23 февраля 2022 года внесён в санкционные списки стран Евросоюза за действия и политику, которые подрывают территориальную целостность, суверенитет и независимость Украины и ещё больше дестабилизируют Украину.
24 февраля 2022 года включён в санкционный список Канады «близких соратников режима» за голосование о признании независимости «так называемых республик в Донецке и Луганске».
24 марта 2022 года, на фоне вторжения России на Украину, включён в санкционный список США за «соучастие в войне Путина» и «поддержку усилий Кремля по вторжению в Украину», Госдеп США заявил что депутаты Госдумы используют свои полномочия для преследования инакомыслящих и политических оппонентов, нарушают свободу информации, ограничивают права человека и основные свободы граждан России.
Позднее, по аналогичным основаниям, включён в санкционные списки Великобритании, Швейцарии, Австралии, Японии, Украины и Новой Зеландии.

## Семья
Женат, имеет двух детей.
Жена — Татьяна Петровна Валенчук, глава благотворительного фонда «Мама».
Сын — Павел Олегович Валенчук, родился 20 марта 1996 года в Кирове, мастер спорта по дзюдо, с 2011 года — курьер в ООО «Корона», с 2014 года — помощник генерального директора ООО Управляющая компания «Спутник», в 2017 году окончил Российскую академию народного хозяйства и государственной службы при президенте РФ по специальности юриспруденция, с 2018 года — директор по стратегическому развитию ООО Управляющая компания «Спутник», в сентябре 2018 года был избран депутатом Кировской городской Думы VI созыва, член «Единой России», холост. В 20 лет был помощником депутата Госдумы, бобслеиста и армрестлера Алексея Воеводы. В июле 2019 года стал известен как «самый красивый депутат», затем возник скандал из-за обращения самого Валенчука в полицию по факту преследования. 2 декабря 2020 года избран заместителем председателя комиссии по муниципальному самоуправлению, регламенту и депутатской этике городской Думы города Кирова.
Дочь — Полина Олеговна Валенчук, в 2017 году окончила Кировский экономико-правовой лицей и поступила в кировский филиал Российской академии народного хозяйства и государственной службы при президенте РФ по специальности юриспруденция.

## Награды
- Благодарность Правительства Российской Федерации (15 июля 2010 года) — за заслуги в законотворческой деятельности и многолетнюю добросовестную работу[35]